# Björn von Sydow
Björn von Sydow (ur. 26 listopada 1945 w Sztokholmie) – szwedzki polityk, politolog i nauczyciel akademicki, działacz Szwedzkiej Socjaldemokratycznej Partii Robotniczej, parlamentarzysta, minister, od 2002 do 2006 przewodniczący Riksdagu.

## Życiorys
Kształcił się na Uniwersytecie w Linköping oraz na Uniwersytecie Sztokholmskim, doktoryzował się w zakresie nauk politycznych. Pracował jako bibliotekarz, a także nauczyciel akademicki na obu macierzystych uniwersytetach. Zaangażował się w działalność polityczną w ramach Szwedzkiej Socjaldemokratycznej Partii Robotniczej w gminie Solna, w latach 80. i 90. przewodniczył lokalnym strukturom tego ugrupowania.
W 1994 po raz pierwszy objął mandat posła do Riksdagu jako zastępca poselski Ingvara Carlssona. W kolejnych wyborach parlamentarnych w 1998, 2002, 2006, 2010 i 2014 z powodzeniem ubiegał się o reelekcję. Od 1996 do 1997 był ministrem handlu w ramach resortu przedsiębiorczości i handlu, a od 1997 do 2002 sprawował urząd ministra obrony w gabinecie Görana Perssona. W latach 2002–2006 pełnił funkcję przewodniczącego szwedzkiego parlamentu.
Członek Królewskiej Szwedzkiej Akademii Nauk. Jest żonaty, ma czwórkę dzieci.

## Odznaczenia
- Medal Jego Wysokości Króla, złoty rozm. 12. na łańcuchu (2007)[5]
- Order Krzyża Ziemi Maryjnej I klasy (Estonia, 2003)[6]
- Krzyż Wielki Orderu Zasługi (Norwegia, 2005)[7]
- Krzyż Wielki Orderu Wiernej Służby (Rumunia, 2009)[8]